# SV Eintracht Hohkeppel
SV Eintracht Hohkeppel is een Duitse omnisportvereniging uit het ortsteil Hohkeppel van de gemeente Lindlar in de Oberbergischer Kreis van Nordrhein-Westfalen. 
De sportvereniging werd in 1966 opgericht en biedt naast voetbal onder meer tennis, tafeltennis en volleybal. De voetbalafdeling, die met afstand het grootste is, speelde lang op het niveau van de Kreisliga. Vanaf 2010 begon de club langzaam aan een opmars en kwam in 2016 in de Bezirksliga. In 2020 promoveerde de club naar de Landesliga en in 2022 werd de Mittelrheinliga bereikt. In 2024 promoveerde Eintracht Hohkeppel voor het eerst naar de Regionalliga West. Daar werd de Westkampfbahn van reeksgenoot 1. FC Düren als thuisstadion gebruikt omdat het eigen stadion niet voldeed aan de eisen. Eintracht Hohkeppel eindigde in het seizoen 2024/25 als 15e in de Regionalliga West en degradeerde direct terug naar de Mittelrheinliga.